# Tiche
Nella mitologia greca Tiche o Tyche (in greco antico: Τύχη?, Týchē) era la personificazione della fortuna, la divinità che garantiva la floridezza di una città e il suo destino. La sua equivalente romana è la dea Fortuna.

## Etimologia e significato
Il termine τύχη ha la radice di τυγχάνω (= accadere) e ciò attribuisce al termine una connotazione non solo di casualità, ma anche di inevitabilità. Significativo per comprendere questo concetto è un passo dell'Aiace di Sofocle:
(Sofocle, Aiace, v. 485)
dove il tema dell'inevitabilità è rafforzato da ἀναγκαίας (anankaíās), aggettivo derivato da ἀνάγκη (anánkē, "necessità"). Infatti la Tyche, insieme alla Moira, è una forza impersonale, ritenuta in grado di travolgere completamente la vita degli uomini. Archiloco scrive:
(Archiloco, fr. 16)

## Genealogia
Tiche è in genere considerata una delle Oceanine, ovvero le figlie di Teti e Oceano. In altre versioni del mito è detta figlia di Zeus o di Prometeo. A volte è indicata come la madre di Pluto.

## Iconografia

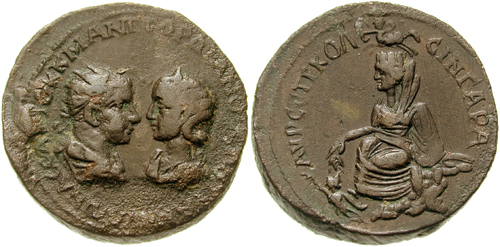
Tiche sul rovescio di questa moneta metallica di Gordiano III, 238-244

Tyche appare su molte monete di età ellenistica nei tre secoli prima dell'era cristiana, soprattutto della regione del Mar Egeo.
Molto spesso è associata all'immagine dell'acqua, soprattutto a quella di mare, per le sue caratteristiche di mutevolezza e instabilità. Altre volte un suo simbolo è il timone (in un passo di Eschilo Tiche compare esplicitamente al timone della nave di Agamennone, miracolosamente salvata dall'intervento divino). Nell'arte medievale la dea è raffigurata con una cornucopia e la Ruota della Fortuna. A volte teneva in mano il bambino Pluto, dio della ricchezza.
La costellazione della Vergine è a volte identificata come la figura celeste di Tiche.

## Culto
Testimonianze del culto della dea Tiche in Attica sono state trovate dalla prima metà del IV secolo a.C., a partire dal 360 fino al 318 a.C. Il nome Ἀγαθὴ τύχη (=buona sorte) compare sempre più frequentemente nelle iscrizioni, a volte insieme ad altri dei (Dioniso e Zeus) e nel corso del IV secolo il culto si formalizza e diviene anche più popolare, tanto che una fonte successiva ci parla di una statua di Agathe Tyche presso il Pritaneo. Si pensa che anche Licurgo avesse interesse nel culto della dea, visto che nei suoi provvedimenti religiosi menzionò i tesori del santuario di Agathe Tyche e nel suo Περὶ τῆϛ διοικήσεως, un discorso di amministrazione, cita esplicitamente la dea.
Nel V secolo a.C. compare per lo più subordinata alle divinità dell'Olimpo. La sua importanza crebbe in età ellenistica, tanto che le città avevano la loro specifica versione iconica della dea, che indossava una corona raffigurante le mura della città. Sono noti solo casi isolati di feste in suo onore. Il suo culto viene collegato con quello di numerose divinità, soprattutto Zeus, Asclepio, Artemide, Atena, Nemesi, Eros.
La dea aveva templi a Cesarea marittima, Antiochia, Alessandria e Costantinopoli. Ad Alessandria il Tychaion, il tempio di Tiche, è stato descritto da Libanio come uno dei più belli di tutto il mondo ellenistico.

## Letteratura
Il concetto di Tyche è stato soggetto a numerosi cambiamenti nel significato, ruolo e importanza nella società. È però possibile cercare di capire come cambia nel tempo analizzando il concetto che i principali autori greci avevano di essa (in ordine cronologico).

### Omero
In Omero il concetto è ancora molto “generale”. Il termine Tiche non appare mai nelle opere omeriche. Infatti l'idea della Fortuna è ancora racchiusa nel concetto di Moira e “αἶσα”. Αἶσα è la “parte giusta”, la “misura giusta”; significato che appare chiaro nell'aggettivo derivato “αἴσιμος” (ovvero “opportuno”) e/o nelle locuzioni “κατʹαἴσαν”(“secondo misura”) e/ο “ὑπὲρ αἴσαν”(“oltre misura”). La Moira, invece, è la “parte” e/o il “destino”, anche nei suoi aspetti peggiori (di morte). Alla sua radice si associa quella del verbo “τυγχάνω”, ovvero “accadere, accadere per caso” da cui viene “τύχη”, cioè la Tiche.

### Archiloco
In Archiloco è una forza impersonale sottoposta al destino (Moira) che può travolgere(/ribaltare) la vita degli uomini ("Pericle, il Caso e il Destino danno tutto all'uomo").

### Pindaro
La dea compare nell'Olimpica XII, che comincia con un'invocazione alla Tiche stessa. In questo componimento, la Tiche è chiamata “figlia di Zeus Eleutherios” (quindi non più figlia di Oceano e Teti). Pindaro la chiama anche “salvatrice”, riferendosi ad un duplice fatto; essendo figlia di Zeus, ella, come il padre, assicura la giustizia e non imperversa ciecamente sulle vicende umane; inoltre ha salvato Ergotele dalle lotte interne/civili della sua città natia, che lo avrebbero visto spegnersi senza poter riuscire a guadagnarsi la fama e la gloria, derivanti dai successi avuti nei giochi panellenici. In tutte le strofe è presente l'acqua, che infatti rappresenta in maniera migliore le principali caratteristiche della dea: la mutevolezza e l'instabilità. Dalla dea “infatti sono pilotate in mare le veloci navi”, mentre, come fanno i legni in balia delle onde, “degli uomini in su spesso, e in giù rotolano, solcando vane illusioni, le speranze”.  Ma Pindaro offre una salvezza; “La tranquillità appare lo scudo migliore per tenersi al riparo dall'inquieto avvicendarsi degli eventi che Tiche guida in maniera imperscrutabile per l'uomo, il quale trova nella tranquillità l'unico appiglio per non essere spinto troppo in alto dalle circostanze positive o per non precipitare quando le speranze cadono a terra avvizzite come le foglie in autunno. O come le piume di un vecchio gallo ormai inetto al combattimento”.

### Esopo
In Esopo la Tiche è una divinità con una propria volontà, capace di portare splendidi doni (per esempio nella favola 22, dove i pescatori non riescono a pescare niente, ma la Sorte dona loro un tonno), così come è capace anche di toglierli nel caso volesse. È rappresentata anche con sentimenti umani, come l'invidia (“Un contadino, avendo trovato dell'oro scavando in terra, ogni giorno incoronava la (dea) Terra in quanto da essa beneficato. Ma la Tiche, presentandosi a lui, gli dice: -Ehi tu! Perché attribuisci alla Terra i miei doni, che io ti ho dato volendo arricchirti? Se infatti la situazione cambiasse e questo oro giungesse ad altre mani, so che allora biasimeresti me, la Tiche-”). È anche salvatrice poiché viene in aiuto di un viandante che stava cascando in un pozzo (“Un viaggiatore che aveva fatto molta strada, spossato dalla stanchezza, si lasciò cadere sull'orlo di un pozzo e lì si addormentò. Stava giù quasi per cadervi dentro, quando gli apparve la Fortuna che lo svegliò...”); la dea potrebbe anche essere definita “egoista”, in quanto ciò che fa, lo fa per non essere incolpata (“...dicendogli -Ehi amico, se poi tu cadevi dentro, non te la prendevi con la tua imprudenza, ma te la prendevi con me-”). Infine la Sorte viene vista come “più potente di tutta la nostra provvidenza”.

### Tucidide
In Tucidide è un elemento inaspettato, incalcolabile e imprevedibile. Non è soggetta alla volontà degli dei, ma porta indifferentemente e improvvisamente disastri e/o buona fortuna. Avere con sé i favori della Fortuna può portare gli uomini all'insolenza. Viene vista come una forza che colpisce tutti, indifferentemente dalla classe sociale. “Poiché si può tranquillamente ammettere che il corso degli avvenimenti pieghi con scarti non meno imprevedibili che le intenzioni umane: perciò è nostra abitudine imputare alla fortuna quanto sfugge al controllo delle nostre facoltà logiche”. La Tiche è colei che crea gli ostacoli ed offre le occasioni; ogni uomo è artefice del proprio destino, determinato da come reagisce alla Tiche. Nelle vicende narrate, soprattutto nella guerra del Peloponneso la Tiche avrà un ruolo centrale, come sarà riconosciuto dagli spartani; infatti il saggio re degli Spartani, Archidamo II, etichetta la guerra “non priva di incognite”, in quanto “il corso di una guerra è costellato d'imprevisti”, riconoscendo, dunque, che gli eventi sono spesso decisi dalla sorte (ma non i risultati, che invece sono affidati alla disciplina e intelligenza con cui un uomo si pone di fronte ai suddetti eventi); mentre Pericle, Ateniese, pensa che bisogna affidarsi “più all'intelligenza che al caso”, ricordando che la Tiche ha sempre cercato di scavalcare le imprese degli uomini, ma che gli Ateniesi sono sempre riusciti a superarla in astuzia. La Fortuna è anche misericordiosa: si prenda ad esempio l'episodio delle due barche mandate a Mitilene, dove la prima serviva per uccidere gli uomini e ridurre in schiavitù le donne e i bambini, mentre la seconda per annullare la missione della prima; la seconda barca ha la Tiche dalla propria, che permette al veliero di incontrare nessun vento contrario e l'andamento non troppo veloce nel procedere della prima barca. È inoltre punitrice: quando gli Ateniesi, dopo una prima vittoria sugli Spartani, ottenuta grazie anche all'aiuto della stessa Tiche, peccano di hybris (ὕβρις, «superbia, tracotanza»), questa li punirà facendo perdere loro la guerra.

### Euripide
Secondo Euripide anche i piani divini possono essere influenzati, e quindi gli dei stessi. Si prenda ad esempio nella tragedia Ione il fatto che Apollo avrebbe voluto tenere nascosto alla protagonista che lui stesso fosse il padre finché questa non fosse arrivata ad Atene. Atena, però, si mette nel mezzo e rivela tutto a Ione prima del tempo, rovesciando i piani del dio. I processi di agnizione sono sempre fortuiti; è sempre grazie alla Tiche che avvengono. L'antitesi tiche-techne viene trasformata in un rapporto complementare, dove la Tiche è la buona sorte nell'agnizione, mente la technè è l'intrigo, che richiede intraprendenza e furbizia per assicurarsi la buona fortuna. La Tiche è un'agente, senza scopi, che non è diretta da alcuna volontà divina. È una forza che contiene gli elementi di un'improvvisa rivalsa, un improvviso cambiamento di sorte, ed è per mano di Tiche che gli intrighi di ogni opera si svolgono.

### Menandro
Secondo Menandro la Tiche regna sovrana, affianca costantemente gli uomini e già sa quel che dovrà accadere. È lei, riportando le parole della stessa dea nel prologo dello Scudo, “che arbitra e amministra tutte queste vicende”. Nel Misantropo troviamo il dio Pan, che però ha un ruolo identico alla Tiche, tanto che Paduano lo definisce “una Tyche (...) che fornisce le regole del gioco; lo spazio chiuso entro cui operano sentimenti volontà e ragione”. In quest'opera viene fuori anche un altro concetto fondamentale per Menandro; la Fortuna “fornisce le regole del gioco”, ma non è lei che sceglie come i personaggi debbono giocare. Emerge il concetto di μεταλλαγή metallaghḕ, “la possibilità di cambiamento”, che ogni uomo può effettuare per guadagnarsi i favori della Fortuna, quindi per poter portare a termine il proprio intento, anche attraverso buonsenso, moderazione, ragione, volontà, costanza e intelligenza (“Bene. Finché si possiede la ragione, non bisogna mai disperare di nulla; a tutto si arriva con la buona volontà e la costanza”). In conclusione, Menandro ritiene che la Tiche abbia una parte fondamentale nella vita di un uomo (“per opera del dio anche il male può diventare bene.”), ma non così importante da “soffocare completamente l'iniziativa umana” (“Ogni uomo è accompagnato fin dalla nascita da un buon demone che lo inizia al mistero della vita. Non è invece da credere, visto che gli dei sono tutti buoni, che esista un demone maligno che angustia la vita mortale. Ma coloro che hanno indole perversa e si sono complicati terribilmente la vita o hanno sciupato tutto con la propria stoltezza, puntano il dito contro un demone e dicono, i malvagi, che il malvagio è lui.”).

### Epicuro
Secondo Epicuro, essendo gli dèi eternamente felici, non si possono curare delle vicende umane. Quindi “la fortuna per il saggio non è una divinità come per la massa – la divinità non fa nulla a caso – e neppure qualcosa priva di consistenza. Non crede che essa dia agli uomini alcun bene o male determinante per la vita felice, ma sa che può offrire l'avvio a grandi beni o mali. Però è meglio essere senza fortuna ma saggi che fortunati e stolti, e nella pratica è preferibile che un bel progetto non vada in porto piuttosto che abbia successo un progetto dissennato” e “poca importanza ha la sorte per il saggio, perché le cose più grandi e importanti sono governate dalla ragione, e così continuano e continueranno ad essere per tutto il corso del tempo”. Diventa addirittura insidiosa, tanto da doversi difendere da essa ed addirittura combatterla senza arrendersi e disprezzandola (“ti ho prevenuta, o sorte, e da ogni tua insidia mi sono premunito. Non a te né ad alcun'altra circostanza ci arrenderemo: ma quando sia necessario andarcene, sputando ampiamente sulla vita e su quelli che vanamente ci si attaccano, ce ne andremo con un bel peana proclamando quanto bene abbiamo vissuto”). Viene vista anche come dispensatrice di giustizia (“...in quanto ai cattivi, più essi trovano buona sorte più si rovinano”). Infine assume le sfumature di una forza sviatrice e corrompitrice, che conduce i giovani sulla cattiva strada (“Non dobbiamo stimare come più felice il giovane, ma il vecchio che ha vissuto bene. Perché il giovane nella pienezza delle sue forze è spesso confuso e sviato dal vento della fortuna; ma il vecchio che si è ancorato nella vecchiaia come in un porto, tiene ormai saldi nella sicura custodia della gratitudine i beni che prima aveva scarsa fiducia di ottenere”).

### Polibio
In Polibio la Fortuna (Tiche) ha un ruolo fondamentale, centrale, attorno cui girano tutte le vicende narrate. Viene vista come una forza esterna all'uomo, ma comunque un fattore inevitabile che controlla gli affari umani, avente un suo obiettivo verso cui rivolge “le vicende di quasi tutta la terra abitata, e tutte le costringe a piegare a un solo e unico fine” ed è per questo ("il ricordo delle peripezie altrui" è "il solo e più efficace incitamento a sopportare con fortezza i rivolgimenti della sorte") che “bisogna che lo storico raccolga per i lettori in un'unitaria visione d'insieme il vario operato con cui la Tiche portò a compimento le cose del mondo”. Al riguardo, Walbank scrive che Polibio “sembra immaginare un potere simile alla Provvidenza [...] lasciandosi confondere da ciò che è successo con ciò che doveva succedere”. Le azioni della Fortuna non sono mai inaspettate, ma si possono prevedere (e sopportare) attraverso il ricordo delle (s) fortune altrui, quindi imparando dalla storia. Per difendersi dalle critiche, Polibio scrive che è lecito spiegare eventi di cui non è facile scoprire le cause fornendo come motivazioni gli atti divini; lo stesso autore fornisce come esempio gli eventi naturali. È lecito rifarsi alla Tiche anche in situazioni dove la causa e il “rimedio” di un evento non sono controllabili dalle forze umane, quindi impossibili da spiegare ragionevolmente; qui viene portata ad esempio la rivolta dei Macedoni e la loro vittoria contro i Romani, non spiegabile razionalmente agli occhi di Polibio.

### Plutarco
In Plutarco si hanno due visioni della dea Tiche; la prima, la vede come una sorta di forza provvidenziale, provvista di un proprio obiettivo, la quale si affianca ad uomo virtuoso e con buoni principi morali, il quale verrà guidato verso il fine ultimo (si veda a titolo esemplificativo, il ruolo che la Tiche ha nella vita di Timoleonte); nella seconda, viene vista come un “vento” costantemente incostante, capricciosa e imprevedibile, capace di dispensare (in)successo.
Nonostante ciò bisogna stare sempre preparati, essere virtuosi e non avidi ed insolenti fin tanto che essa è dalla nostra parte. Infatti è mutevole (“forse è cosa degna che quando la fortuna è favorevole, un uomo si mostri arrogante e superbo per aver sottomesso un popolo, una città, un regno, o forse la fortuna, posto innanzi a chi combatte questo cambiamento quale esempio della comune debolezza, insegna a non considerare nulla come unico e sicuro ?”), quindi capace con un improvviso mutamento di portare fallimenti e disgrazie (“ Oppure, dopo aver messo sotto i vostri piedi, crollata nello spazio di una sola ora, l'eredità di Alessandro, che fu innalzato al massimo della potenza ed ebbe un dominio grandissimo, e vedendo i re, un tempo scortati da miriadi di fanti e migliaia di cavalieri, ricevere dalle mani dei nemici il pasto quotidiano e l'acqua, credete forse che, per quanto ci riguarda, la fortuna sia sufficientemente durevole nel tempo ?”).
Bisogna sempre diffidare di essa e dei suoi aiuti. Esemplificativo è il caso di Emilio Paolo, il quale reputa la Tiche "come della cosa più infida e mutevole” ed aggiunge che “la sua presenza era stata simile ad un vento favorevole ed impetuoso che soffiando sospinge gli eventi, non aveva mai smesso di aspettarsi qualche mutamento e rovescio. Dando poca fiducia alla Fortuna” poiché teme “il mutamento del dio”.
Emerge inoltre che bisogna sempre sospettare della Tiche, in quanto è equa (“vendicatrice”). Infatti per avere successo, bisogna dare qualcosa in cambio (“guardavo ancora con sospetto la Fortuna, consapevole che questa nulla concede di grande agli uomini che sia integro ed esente dal risentimento dei numi. Credo che la Fortuna sarà per voi sicura ed innocua. In maniera sufficiente si è servita di me e dei miei mali per vendicare i successi”).
Infine, i favori della Tiche sono così instabili, che addirittura bisognerebbe temerla (“In quale occasione infatti gli uomini dovrebbero mostrare audacia, se, quando si pensa al dominio esercitato sugli altri, si è costretti a temere più che mai la fortuna e, quando si riflette sull'instabile volgersi della sorte, che ora tocca l'uno ora l'altro, così tanta tristezza è data a chi si rallegra?“).

## Influenza culturale
A Tiche è intitolata la Tyche Tessera su Venere.
Tiche è anche menzionata nel racconto L'albero di H. P. Lovecraft.